# Прапори Океанії
Це список міжнародних, національних і субнаціональних прапорів, які використовуються в Океанії. До списку входять 8 прапорів міжнародних організацій, 14 прапорів держав та 27 прапорів регіонів, автономних і залежних територій.

## Наднаціональні і міжнародні прапори
| Прапор | Затверджений | Організація                                        | Опис |
| ------ | ------------ | -------------------------------------------------- | --- |
|        | 1997 –       | Прапор Асоціації держав Південно-Східної Азії      | У центрі прапора на синьому тлі розташовано десять рисових стебел в червоному колі. Стебла символізують десять країн-членів організації АСЕАН. Пропорції прапору: 2:3.                                               |
|        | 1953 –       | Прапор НАТО                                        | Прямокутне полотнище синього кольору, в центрі якого зображена біла зірка з чотирма променями (роза вітрів) та білими лініями, які розбігаються від неї.                                                             |
|        | 1981 –       | Прапор Організації Ісламська конференція           | Прапор являє собою зелене полотнище, у центрі якого знаходиться червоний півмісяць на білому диску, звернений угору. На диску — слова «Аллах акбар», написані арабською в'яззю.                                      |
|        | 1994 –       | Прапор Північноамериканської зони вільної торгівлі | Прапор являє собою комбінацію трьох прапорів країн-членів: США, Мексики та Канади |
|        | 2008 —       | Прапор Союзу південноамериканських націй           | Прапор складається з фону світло-блакитного кольору, на якому розташований ряд білих ліній, які формують вихор, що нагадує форму субконтиненту.                                                                      |
|        | 1976 –       | Прапор Співдружності націй                         | Прапор являє собою синє полотнище, в центрі якого розміщений золотистий символ Співдружності — буква «С». |
|        |              | Прапор Співтовариства португаломовних країн        | Прапор має синє коло, розділене на вісім рівних променів хвилястої форми (країни-члени СПК), розміщене в центрі прапору на білому полі. В центрі великого кола знаходиться менше коло, яке символізує співдружність. |
|        |              | Прапор Франкофонії                                 | Прапор являє собою біле полотнище, в центрі якого розміщене коло, складене з п'яти сегментів червоного, синього, жовтого, зеленого і фіолетового кольорів, які символізують п'ять континентів.                       |

## Прапори держав
| Прапор | Затверджений | Організація                           | Опис |
| ------ | ------------ | ------------------------------------- | --- |
|        | 1954 –       | Прапор Австралії                      | Прапор являє собою синє полотнище, в лівому верхньому кутку якого зображений прапор Великої Британії. Під ним розташовано велику білу семипроменеву зірку. В правій половині прапору розміщене сузір'я Південний хрест. Пропорції прапора: 1:2. |
|        | 1980 –       | Прапор Вануату                        | Прапор створено на основі партійного прапора партії Вануаку, що призвела країну до незалежності у 1980 році. Зелений колір символізує багатство островів, червоний — колір крові, чорний — місцевих жителів. Жовта Y-образна фігура символізує світло Євангелія, що висвітлює острови Тихого океану. Жовта емблема на чорному тлі — кабаняче ікло — символ благополуччя, що носиться на островах як талісман, і два листи місцевого папороті намеле. Листя є символом миру, а 39 її листочків представляють 39 членів законодавчого органу Вануату (на момент прийняття прапора парламент Вануату складався з 39 чоловік). Пропорції прапора: 19:36.            |
|        | 1979 –       | Прапор Кірибаті                       | Прапор Кірибаті має прямокутну форму і відповідає гербу країни, дарованому островам в 1937 році. Верхня половина прапора має червоний колір. На ній зображений фрегат великий (лат. Fregata minor) золотистого кольору, що летить над сонцем, що сходить, золотистого відтінку. Нижня половина прапора має білий колір з трьома синіми горизонтальними хвилястими смугами, що символізують хвилі океану. Пропорції прапора: 1:2. |
|        | 1979 –       | Прапор Маршаллових Островів           | Прапор являє собою синє полотнище з двома дотичними трапецієподібними смугами, що тягнуться від нижнього лівого кута прапора по діагоналі у верхній правий кут. Верхню смуга прапора помаранчевого кольору, нижня — білого. У верхній лівій частині прапора розташована біла двадцатичотирьохпроменева зірка; при цьому у зірки чотири промені довші від інших двадцяти. Біла смуга символізує ланцюг Ратак (в перекладі з маршальської мови схід"), помаранчева — ланцюг Ралік («захід»). Зірка уособлює християнський хрест, а її 24 краї — кількість виборчих округів (з них 4 найбільших — Маджуро, Кваджалейн, Джалуіт і Вотьє). Пропорції прапора: 10:19. |
|        | 1978 –       | Прапор Федеративних Штатів Мікронезії | Прапор являє собою полотнище блакитного кольору, в центрі якого, у вигляді хреста, розміщені чотири білі п'ятипроменеві зірки. Блакитний колір символізує Тихий океан. Зірки символізують чотири штати країни: Чуук, Понпеї, Косрае та Яп. Пропорції прапора: 10:19. |
|        | 1968 –       | Прапор Науру                          | Прапор являє собою полотнище синього кольору, через який проходить горизонтальна жовта смуга. У лівому нижньому куті розташована 12-променева зірка. Жовта лінія символізує екватор. Зірка символізує 12 племен, які проживають на території Науру. Синій колір означає Тихий океан. Пропорції прапора: 1:2. |
|        | 1904 –       | Прапор Нової Зеландії                 | Прапор являє собою синє полотнище, в лівому верхньому кутку якого зображений прапор Великої Британії. В правій половині прапору розміщене сузір'я Південний хрест червоного кольору. Пропорції прапора: 1:2. |
|        | 1981 –       | Прапор Палау                          | Прапор являє собою полотнище блакитного кольору, ві центрі якого розташований жовтий диск. Блакитний колір прапора символізує Тихий океан, а жовтий диск — повний місяць. Пропорції прапора: 3:5. |
|        | 1971 –       | Прапор Папуа Нової Гвінеї             | Прапор розділений по діагоналі на чорну та червону частини. В червоній частині розміщено зображення райського птаха помаранчевого кольору, а в чорній — сузір'я Південний хрест. Пропорції прапора: 3:4. |
|        | 1949 –       | Прапор Самоа                          | Прапор являє собою червоне полотнище з верхньою лівою чвертю синього кольору, на якій зображені білі зірки сузір'я Південний Хрест. Пропорції прапора: 1:2. |
|        | 1977 –       | Прапор Соломонових Островів           | Прапор являє собою прямокутне полотнище з жовтою смугою, що тягнеться від нижнього лівого кута прапора по діагоналі у верхній правий кут. Верхній прямокутний трикутник забарвлений в синій колір, а нижній — у зелений колір. У верхньому лівому кутку знаходиться зображення п'яти рівних за розміром п'ятипроменевих зірок білого кольору. Пропорції прапора: 1:2. |
|        | 1875 –       | Прапор Тонги                          | Прапор являє собою полотнище червоного кольору з білим кантоном, в якому розміщено червоний хрест. Пропорції прапора: 1:2. |
|        | 1997 –       | Прапор Тувалу                         | Прапор являє собою блакитне полотнище, в лівому верхньому кутку якого зображений прапор Великої Британії. На прапорі також зображені дев'ять жовтих зірок, які символізують дев'ять коралових атолів, з яких складається держава. Розташування зірок на прапорі повторює розташування островів на карті, але в перевернутому вигляді (через астрономічне положення в небі). Пропорції прапора: 1:2. |
|        | 1970 –       | Прапор Фіджі                          | Прапор являє собою блакитне полотнище, в лівому верхньому кутку якого зображений прапор Великої Британії. В правій половині прапору розміщено герб Фіджі. Пропорції прапора: 1:2. |

## Прапори регіонів, автономних і залежних територій
До списку входять прапори автономних, напівавтономних і залежних територій, а також регіонів держав з федеративною та конфедеративною формами правління.

## Австралія

### Зовнішня територія Австралії
| Прапор | Затверджений | Організація            | Опис |
| ------ | ------------ | ---------------------- | --- |
|        | 1980 –       | Прапор острова Норфолк | Прапор являє собою зелено-біло-зелений вертикальний триколор, в центрі якого знаходиться зелене зображення норфолкської сосни (лат. Araucaria heterophylla), ендеміка острова. Зелені смуги символізують багату рослинність острова. Пропорції прапора: 1:2. |

### Материкові території Австралії
| Прапор | Затверджений | Організація                               | Опис |
| ------ | ------------ | ----------------------------------------- | --- |
|        | 1993 –       | Прапор Австралійської столичної території | Прапор являє собою помаранчеве полотнище, на якому з боку держака проведену синю смугу. На синій смузі розташоване сузір'я Південний хрест, а в центрі помаранчевої частини — герб території. Пропорції прапора: 1:2. |
|        | 1978 –       | Прапор Північної Території                | Прапор являє коричневе полотнище, на якому з боку держака проведену чорну смугу. На синій смузі розташоване сузір'я Південний хрест, а в центрі коричневої частини — стилізоване зображення символу Північної території — бавовник Стерта з сімома білими пелюстками, що символізують шість австралійських штатів та Північну територію. Пропорції прапора: 1:2. |

### Штати Австралії
| Прапор | Затверджений | Організація                     | Опис |
| ------ | ------------ | ------------------------------- | --- |
|        | 1953 –       | Вікторія                        | Прапор являє собою синє полотнище, в лівому верхньому кутку якого зображений прапор Великої Британії. В правій половині прапору розміщене сузір'я Південний хрест, над яким зображено корону святого Едварда. Пропорції прапора: 1:2.                                                            |
|        | 1953 –       | Західна Австралія               | Прапор являє собою синє полотнище, в лівому верхньому кутку якого зображений прапор Великої Британії. В правій половині прапору розміщено жовтий диск, в якому зображено чорного лебедя. Пропорції прапора: 1:2.                                                                                 |
|        | 1876 –       | Прапор Квінсленда               | Прапор являє собою синє полотнище, в лівому верхньому кутку якого зображений прапор Великої Британії. В правій половині прапору розміщено білий диск з мальтійським хрестом та короною святого Едварда. Пропорції прапора: 1:2.                                                                  |
|        | 1876 –       | Прапор Нового Південного Уельсу | Прапор являє собою синє полотнище, в лівому верхньому кутку якого зображений прапор Великої Британії. В правій половині прапору розташована емблема штату — хрест святого Георгія. У центрі хреста лежить золотий лев, а по краях — чотири золоті восьмипроменеві зірки. Пропорції прапора: 1:2. |
|        | 1875 –       | Прапор Тасманії                 | Прапор являє собою синє полотнище, в лівому верхньому кутку якого зображений прапор Великої Британії. В правій половині прапору розміщено білий диск з червоним левом. Пропорції прапора: 2:3.                                                                                                   |
|        | 1904 –       | Прапор Південної Австралії      | Прапор являє собою синє полотнище, в лівому верхньому кутку якого зображений прапор Великої Британії. В правій половині прапору розташована емблема штату. Пропорції прапора: 1:2. |

## Заморська територія Великої Британії
| Прапор | Затверджений | Організація     | Опис |
| ------ | ------------ | --------------- | --- |
|        | 1984 –       | Прапор Піткерну | Прапор являє собою синє полотнище, в лівому верхньому кутку якого зображений прапор Великої Британії. В правій половині прапору розташований герб Піткерну. Пропорції прапора: 1:2. |

## Штати ФШМ (Мікронезії)
| Прапор | Затверджений | Організація | Опис |
| ------ | ------------ | ----------- | --- |
|        | 1981 –       | Косрае      | Прапор являє собою блакитне полотнище, в центрі якого зображено дві оливкові гілки, які символізують єдність народу і уряду. Чотири зірки представляють чотири громади штату. Пропорції прапора: 37:70.      |
|        | 1992 –       | Понпеї      | Прапор являє собою синє полотнище, в центрі якого зображено два листка кокосової пальми та 11 білих зірок, які символізують громади штату. Під зірками зображено розрізаний кокос. Пропорції прапора: 10:19. |
|        | 1997 –       | Чуук        | Прапор являє собою синє полотнище, в центрі якого зображено кокосову пальму, оточену колом з 38 зірок, які символізують громади штату. Пропорції прапора: 10:19.                                             |
|        | 1980 –       | Яп          | Прапор являє собою блакитне полотнище, в центрі якого зображено коло з стилізованим зображенням човна з піднятим вітрилом. У центрі човна розміщено п'ятипроменеву зірку. Пропорції прапора: 10:19.          |

## Нова Зеландія

### Вільно асоційовані держави Нової Зеландії
| Прапор | Затверджений | Організація          | Опис |
| ------ | ------------ | -------------------- | --- |
|        | 1979 –       | Прапор островів Кука | Прапор являє собою синє полотнище, в лівому верхньому кутку якого зображений прапор Великої Британії. В правій половині прапору розміщене коло з 15 зірок, які символізують 15 островів держави. Пропорції прапора: 1:2.                                                              |
|        | 1974 –       | Прапор Ніуе          | Прапор являє собою жовте полотнище, в лівому верхньому кутку якого зображений прапор Великої Британії. На прапорі Великої Британії розміщено 4 малі жовті зірки, які символізують сузір'я Південний хрест, та одна велика зірка, що символізує Нову Зеландію. Пропорції прапора: 1:2. |

### Залежна територія Нової Зеландії
| Прапор | Затверджений | Організація    | Опис |
| ------ | ------------ | -------------- | --- |
|        | 2009 –       | Прапор Токелау | Прапор являє собою синє полотнище, на якому розташовані сузір'я Південний хрест та стилізоване зображення полінезійського каное жовтого кольору. Пропорції прапора: 1:2. |

## США

### Острівні території США
| Прапор | Затверджений     | Організація                           | Опис |
| ------ | ---------------- | ------------------------------------- | --- |
|        | 1960 –           | Прапор Американського Самоа           | Прапор являє собою прямокутне полотнище, розділене на три трикутники. Основа білого рівнобедреного трикутника збігається з правою стороною прапора. гіпотенузи двох синіх прямокутних трикутників, обрамлені червоною облямівкою, збігаються зі сторонами рівнобедреного трикутника. У рівнобедреному трикутнику знаходиться зображення білоголового орлана, що тримає лапами фуе (мухобійку), що символізує мудрість традиційних самоанських вождів, і уатогі (військову дубину), що символізує владу держави. Разом фуе і уатогі символізують мир і порядок під контролем США. Пропорції прапора: 1:2. |
|        | 1985 (неофіц.) – | Вейк                                  | Прапор розділений по горизонталі двома смугами білого та червоного кольору. З боку держака проведена синя смуга, яка має вигляд п'ятикутника. На синій смузі розміщений жовтий диск з контурами острова та написом «WAKE ISLAND». навколо диска зображено три жовті зірки, які символізують три острови території. Пропорції прапора: 2:3. |
|        | 1948 –           | Прапор Гуаму                          | Прапор являє собою синє полотнище, в центрі якого розміщено герб Гуаму. Пропорції прапора: 22:41. |
|        | 2001 (неофіц.) – | Джонстон                              | Прапор являє собою горизонтальний синьо-біло-синій триколор, в центрі якого символічно зображено золотого птаха з чотирма синіми зірками. Під птахом розміщено напис «Johnston Atoll». Пропорції прапора: 2:3. |
|        | 2000 (неофіц.) – | Мідвей                                | Прапор являє собою синє полотнище, в нижній частині якого проведено білу та бірюзову горизонтальні смуги. В центрі синьої частини прапора зображено альбатроса Пропорції прапора: 3:5. |
|        | 2001 (неофіц.) – | Пальміра                              | Прапор являє собою червоне полотнище, в нижній частині якого проведено синю та білу смуги, над яким зображено сонце, що сходить. Пропорції прапора: 3:5. |
|        | 1995 –           | Прапор Північних Маріанських островів | Прапор являє собою жовте полотнище, в центрі якого зображено велику білу п'ятипроменеву зірку, накладену на силует колони з сірого каменю (місцевий різновид вапняку). Емблема оточена гірляндою з місцевих квітів і черепашок. Пропорції прапора: 2:3 або 3:5. |

### Штат США
| Прапор | Затверджений | Організація   | Опис |
| ------ | ------------ | ------------- | --- |
|        | 1845 –       | Прапор Гаваїв | Прапор являє собою прямокутне полотнище, розділене по горизонталі на вісім смуг однакового розміру, що символізують вісім головних островів архіпелагу: Гаваї, Мауї, Кахоолаве, Ланаї, Молокаї, Оаху, Кауаї, Ніїхау. Кольори смуг (зверху вниз): білий, червоний, синій, білий, червоний, синій, білий, червоний. В крижі прапора зображений прапор Великої Британії. Пропорції прапора: 1:2. |

## Заморські володіння Франції
| Прапор | Затверджений    | Організація                     | Опис |
| ------ | --------------- | ------------------------------- | --- |
|        | 1985 –          | Прапор Островів Волліс і Футуна | Прапор являє собою червоне полотно з чотирма рівнобедренимио трикутниками, які пересікаються під прямим кутом. Прапор Франції, відокремлений від решти області вузькою білою смугою, займає верхній лівий кут. Червоний колір на прапорі символізує хоробрість, білий — чистоту ідеалів. Чотири трикутники символізують владу трьох королів і французького адміністратора Пропорції прапора: 2:3. |
|        | 13 липня 2010 – | Прапор Нової Каледонії          | Прапор являє собою синьо-червоно-зелений горизонтальний триколор. На відстані 1/3 від древка розташований жовтий диск з чорним різьбленим списом (фр. Flèche faîtière). Пропорції прапора: 1:2. |
|        | 1985 –          | Прапор Французької Полінезії    | Прапор являє собою червоно-біло-червоний горизонтальний триколор, в центрі якого розміщений герб Французької Полінезії. Пропорції прапора: 2:3. |

## Територія Чилі
| Прапор | Затверджений | Організація          | Опис |
| ------ | ------------ | -------------------- | --- |
|        | 2006 –       | Прапор Острова Пасхи | Прапор являє собою біле полотнище, на якому зображена традиційна нагрудна прикраса реїміро (рап. reimiro) червоного кольору у вигляді місяця з трьома поглибленнями. На кінцях — дві людські особи з очима, спрямованими в небо. Реїміро символізує родинні зв'язки та авторитет. Пропорції прапора: 2:3. |